# 高绰 (北魏)
高绰（475年—522年），字僧裕，勃海郡蓨县（今河北省衡水市景县）人，北魏官员。

## 生平
高绰年少丧父，恭谨机敏能自立，身高八尺，腰带十围，沉静文雅有度量，博览经书和史书。太和十五年（491年），高绰以奉朝请、太尉法曹参军为起家官，很快兼任尚书祠部郎，因为给母亲守丧而离职。很久之后，高绰出任治书侍御史。正始初年，魏宣武帝元恪下诏尚书省、门下省在金墉城中书外省讨论制定国家律令，尚书殿中郎袁翻、门下录事常景、门下录事孙绍、廷尉监张虎、律博士侯坚固、治书侍御史高绰、前军将军邢苗、奉车都尉程灵虯、羽林监王元龟、尚书郎祖莹、尚书郎宋世景、员外郎李琰之、太乐令公孙崇等人参与，又命令太师彭城王元勰、司州牧高阳王元雍、中书监京兆王元愉、前青州刺史刘芳、左卫将军元丽、兼将作大匠李韶，国子祭酒郑道昭，廷尉少卿王显也参与这件事。高绰又转任洛阳县县令。高绰行政刚强正直，不回避豪贵，洛阳人都忌惮他。高绰又接受诏令参与评议律令，升任长兼国子博士，代理颍川郡太守，又出任假节、代理泾州刺史。延昌初年，高绰出任尚书右丞，参议《壬子历》。魏孝明帝元诩初年，高绰出任司徒清河王元怿的司徒司马，加冠军将军，又随元怿升任太尉司马。延昌四年（515年）秋天，大乘教在冀州起兵反叛，都督元遥率领军队讨伐，魏孝明帝诏令高绰兼任散骑常侍，持节，以白虎幡在军前慰问。高绰在冀州威信显著，投降的人很多。军队返回后，高绰获任命为汲郡太守，他坚决推辞不接受。御史中尉元匡上奏高聪、王世义、高绰、李宪、崔楷、兰氛之等人攀附结党于高肇，灵太后特旨赦免。高绰很快代理荥阳郡太守，以冠军将军外任豫州刺史。高绰行政廉洁公正，锄强扶弱，百姓爱戴他，流民前来归附的有两千多户。高绰后升任后将军、并州刺史。正光三年（522年）冬，高绰暴病去世，虚岁四十八。正光四年（523年）九月，魏孝明帝诏令赠予安东将军、冀州刺史，谥号文简。

## 其他
当初，高绰得到仆射郭祚的赏识，郭祚常对儿子郭景尚说：“封轨、高绰二人，都是治理国家的人才，日后必然大成。我平生不妄加推荐，却屡次推荐这两人，不仅为国家举荐贤才，也是你等将来的桥梁。”封轨以端方正直自持，高绰也因风度气概立名。永平五年正月丙辰（512年2月27日），尚书令高肇出任司徒时，高绰送往迎来，封轨竟然没到。高绰看不到封轨，就急忙回去，说：“我一生自以为没有违背规矩，今天的举措，差封生远了。”
当年崔玄伯因为前秦大乱，想要逃到江南避难，在泰山被张愿所留下，原本的意图没能实现，于是写诗自我感伤，这首诗没能在当时流传，大概是因为崔玄伯害怕被定罪。等到崔玄伯的儿子崔浩被诛杀，中书侍郎高允受敕令抄崔浩的家，才看到这首诗。高允知道诗的意思，高允的孙子高绰将这首诗收录到高允的文集中。

## 家庭

### 祖父
- 高允，北魏镇东大将军、中书监、咸阳文公

### 父亲
- 高怀，北魏太尉东阳王元丕谘议参军

### 子女
- 高炳，北魏征虏将军、开府掾